# Toy Story 3
Toy Story 3, ein Trickfilm aus dem Jahr 2010, ist die Fortsetzung zu Toy Story aus dem Jahr 1995 und Toy Story 2 aus dem Jahre 1999. Wie seine Vorgänger ist er ein komplett computeranimierter Trickfilm der Pixar Animation Studios. Der Kinostart erfolgte am 18. Juni 2010 in den USA, am 29. Juli 2010 kam er auch in Deutschland in die Kinos. Er wurde in Disney Digital 3-D gerendert. Der Vorfilm zu diesem Film ist Day & Night.

## Handlung
Der mittlerweile 17 Jahre alte Andy bereitet sich auf das College vor. Seine ehemaligen Lieblingsspielzeuge braucht er nicht mehr. Daher plant er, alle bis auf Cowboy Woody, den er mit aufs College nehmen will, auf den Speicher zu stellen. Allerdings lässt er den Beutel mit den Spielzeugen vor der Speichertreppe liegen, woraufhin ihn seine Mutter unter der Annahme, dass sich darin Müll befinde, auf die Straße stellt.
Woody versucht, seine Spielzeug-Freunde zu retten. Aber diese haben sich bereits aus dem Beutel befreit und verstecken sich in einer Kiste mit Spielsachen, die an die Kindertagesstätte Sunnyside gespendet werden sollen. Irrtümlicherweise wird auch Woody weggebracht. Sunnyside ist auf den ersten Blick ein Spielzeug-Paradies, doch Woody lässt sich nicht täuschen und verlässt seine Freunde, um zu Andy zurückzukehren.
Die Kindertagesstätte entpuppt sich schon bald als Hölle, als Andys restliche Spielzeuge von den jüngsten Kindern der Kindertagesstätte stark ramponiert werden. Daher wollen sie das Spielzeug-Oberhaupt von Sunnyside, Lotso Knuddelbär, überreden, sie in den ruhigeren Teil wechseln zu lassen. Nachdem der Space-Ranger Buzz Lightyear aus dem Raum entkommt, erkennt er, dass Lotso ein grausamer Diktator ist. Lotsos Schergen nehmen Buzz gefangen und löschen sein Gedächtnis mit Hilfe seiner Bedienungsanleitung. Fortan arbeitet Buzz als Lotsos Wächter und hilft mit, die anderen Spielsachen einzusperren.
Woody wird währenddessen auf dem Weg zu Andy von dem kleinen Mädchen Bonnie gefunden, die ihn mit nach Hause nimmt. Bei ihr lebt ein Clown, der früher ein Freund von Lotso war. Er erklärt, wie Lotso zu dem Diktator geworden ist, der er heute ist. Woody kehrt daraufhin nach Sunnyside zurück, um seine Freunde zu retten. Als man versucht, Buzz wieder richtig zu polen, wird er versehentlich auf die spanische Sprache umgestellt. Kurz darauf verliebt Buzz sich in das Cowgirl Jessie.
Nun versuchen Andys Spielzeuge, aus Sunnyside zu entkommen, nachdem Mrs. Naseweis mit ihrem in Andys Zimmer verlorenen Auge gesehen hat, dass dieser nach ihnen sucht. Kurz vor dem Ziel werden sie jedoch von Lotso und seinen Schergen gestellt. Es gelingt Woody, die Schergen auf seine Seite zu ziehen, woraufhin Lotsos einstiges Bandenmitglied „Big Baby“ Lotso nach einem Streit in einen Müllcontainer schubst und Lotso Woody in ebendiesen mit hineinzieht. Andys Spielzeuge versuchen, ihn zu retten, landen jedoch nun alle in dem Müllwagen. Dieser lädt sie in einer Müllverbrennungsanlage ab. Buzz wird unterwegs durch einen auf ihn fallenden alten Fernseher wieder richtig gepolt. In der Anlage geraten die Spielzeuge auf ein Förderband, wo sie zunächst einer Zerstückelung entkommen können. Woody rettet den eingeklemmten Lotso, der daraufhin vom Förderband klettert. Er hätte nun die Chance, die Spielzeuge durch das Abschalten der Anlage vor dem Feuer zu bewahren, doch er lässt sie im Stich und trennt sich von der Gruppe. Diese ist nun im Feuerraum gefangen und kurz vor der Verbrennung. Da die Lage aussichtslos erscheint, fassen sich alle Spielzeuge an den Händen, um gemeinsam dem drohenden „Tode“ entgegenzutreten. In letzter Sekunde werden sie jedoch von den drei „Außerirdischen“ via Kran gerettet. Lotso hingegen wird von einem Lastwagenfahrer gefunden und von ihm an den Kühlergrill seines Lastwagens gebunden.
Die Spielzeuge kehren mit dem Müllwagen wieder zu Andy zurück und bereiten sich auf das Dasein auf dem Speicher vor. Woody empfindet dies jedoch als ungerecht und hinterlässt Andy eine Nachricht: Er soll seine Spielsachen dem Mädchen Bonnie schenken. Am Schluss des Films nimmt Andy Abschied von seinen Spielsachen und spielt sogar gemeinsam mit Bonnie ein letztes Mal mit ihnen. Im Abspann ist weiter zu sehen, dass in Sunnyside wieder angenehmere Zustände herrschen.

## Produktion
Bevor die Disney Studios Pixar im Januar 2006 kauften, sah es ganz nach einer Spaltung der beiden Studios aus. Disney hatte die Rechte an allen bisherigen Pixar-Filmen und -Figuren und gab somit eigenständig eine zweite Fortsetzung zu Toy Story in Auftrag. Das Circle 7 Animation Studio, eigenständig von Disney gegründet, sollte den dritten Teil entwickeln, die Story dazu schrieb Jim Herzfeld. Es sollte ursprünglich darum gehen, dass Buzz einige Fehlfunktionen erlitten hat und in Aussicht auf eine Reparatur von den anderen Spielzeugen nach Taiwan geschickt wird. Im Internet finden die Spielzeuge dann allerdings heraus, dass es weltweit einen Rückruf von defekten Spielsachen gab. Aus Angst, Buzz könnte „entsorgt“ werden, reisen die Spielzeuge ihrem Freund hinterher, um ihn zu retten. Derweil ist Buzz auf andere Spielzeuge aus aller Welt getroffen, die auch „aussortiert“ wurden.
Nachdem Disney Pixar gekauft und man sich darauf geeinigt hatte, dass Pixar selbst die Fortsetzung entwickeln würde, verwarf man alle Pläne wieder. An nur einem Wochenende entstand bei einem Brainstorming von John Lasseter, Andrew Stanton, Pete Docter und Lee Unkrich die Geschichte für den Film. Stanton schrieb ein Treatment und Oscar-Preisträger Michael Arndt (Little Miss Sunshine) machte sich daran, das Drehbuch zu schreiben.
Nach einer ersten Vorführung der Handlung anhand von Storyboards, ersten Sprachaufnahmen, Soundeffekten und Musik unterschrieben Tom Hanks, Tim Allen und John Ratzenberger für den Film. Im April 2009 begann die Animation. Regisseur Unkrich und das Animationsteam rasierten sich alle zu Produktionsstart die Köpfe kahl. Unkrich dazu: „Jetzt, wo wir alle kahlköpfig sind, der Plan: Mal sehen, wer am längsten ohne Haarschnitt und Rasur auskommt.“

## Marketing
Im Rahmen des Kinostarts von Pixars Film Oben wurde der erste Teaser veröffentlicht. Darin sieht man die Spielzeuge unter Anweisung von Woody den Schriftzug „Toy Story 3“ aufbauen. Buzz dagegen hat ein hochmodernes, elektrisch beleuchtetes Gegenstück vorzuweisen, was alle außer Woody wieder viel interessanter finden.
Toy Story und Toy Story 2 wurden in den USA am 2. Oktober 2009 als 3D-Film in einer Doppelvorführung wiederveröffentlicht. In Deutschland wurden die beiden Filme am 27. Mai 2010 wiederaufgeführt, ebenfalls in 3D.
Mattel und Lego stellten Spielzeuge zum Film her.

## Synchronisation
Wie im ersten Teil war Pierre Peters-Arnolds, der auch die Rolle eines Spielzeugtelefons übernahm, Dialogautor und -regisseur. Die zuständige Synchronfirma war die FFS Film- & Fernseh-Synchron GmbH.
Der englische Sprecher von Slinky Dog, Jim Varney, starb 2000 an Lungenkrebs. Ein sehr enger Freund von ihm übernahm seine Sprechrolle. Peter Thom, der deutsche Sprecher von Slinky Dog, starb 2005. Die deutschen Synchronstimmen für Woody und Rex werden nicht von den Sprechern der ersten beiden Teile gesprochen.
| Rolle                                   | Originalsprecher                  | Deutscher Sprecher     |
| --------------------------------------- | --------------------------------- | ---------------------- |
| Woody                                   | Tom Hanks                         | Michael „Bully“ Herbig |
| Buzz Lightyear                          | Tim Allen                         | Walter von Hauff       |
| Buzz Lightyear                          | Javier Fernández-Peña (spanisch)  |                        |
| Jessie                                  | Joan Cusack                       | Carin C. Tietze        |
| Charlie Naseweis (Mr. Potato Head)      | Don Rickles                       | Hartmut Neugebauer     |
| Slinky Dog                              | Blake Clark                       | Tobias Lelle           |
| Rex                                     | Wallace Shawn                     | Rick Kavanian          |
| Specki (Hamm)                           | John Ratzenberger                 | Michael Rüth           |
| Charlotte Naseweis (Mrs. Potato Head)   | Estelle Harris                    | Inge Solbrig           |
| Andy                                    | John Morris Charlie Bright (Jung) | Max Felder             |
| Barbie                                  | Jodi Benson                       | Maren Rainer           |
| Ken                                     | Michael Keaton                    | Christian Tramitz      |
| Lotso Knuddelbär (Lots-O'-Huggin’ Bear) | Ned Beatty                        | Klaus Sonnenschein     |
| Bookworm                                | Richard Kind                      | Helmut Schwaiger       |
| Bonnie                                  | Emily Hahn                        | Laura Jenni            |

## Veröffentlichung
Der Film kam am 18. Juni 2010 in den USA und Brasilien in die Kinos. Eine Woche später wurde er in Australien gezeigt. Am 23. Juli lief der Film in Großbritannien an, am 28. Juli in Frankreich. Am 29. Juli 2010 startete er in Deutschland und Österreich.
Toy Story 3 spielte am ersten Wochenende allein in den nordamerikanischen Kinos 109 Millionen Dollar ein – mehr als jeder andere Pixarfilm zuvor. Er ist der erste Animationsfilm, der über eine Milliarde einnahm. Er liegt auf Platz 41 (Stand: 31. Dezember 2024) der kommerziell erfolgreichsten Filme und löste damals Shrek 2 – Der tollkühne Held kehrt zurück als erfolgreichsten Animationsfilm ab, bis ihn Die Eiskönigin – Völlig unverfroren aus dem Jahr 2013 überholte.
Die Free-TV-Premiere im deutschsprachigen Raum fand am 29. September 2012 um 20:15 Uhr auf ORF eins, einen Tag später zur gleichen Uhrzeit auf RTL statt.

## Kritiken
Toy Story 3 erhielt fast ausnahmslos positive Kritiken. Bei Rotten Tomatoes fielen 98 % von 313 Kritiken positiv aus. So erhielt der Film eine hohe Wertung von 8,9 von 10 Punkten. Auch in der IMDb wurde der Film (mit 8,3/10) sehr gut bewertet. Bei Metacritic liegt die Durchschnittswertung bei 92 %, basierend auf 39 Kritiken.

„[…] Denn Marketing-Optimierung hin oder her, ‚Toy Story 3‘ ist ein unglaublich unterhaltsamer und sogar überraschend mutiger Film, der es mit früheren Pixar-Klassikern – im wahrsten Sinne des Wortes – spielend aufnehmen kann. […] Gerne würde man lauter darüber schimpfen, dass Pixar zukünftig immer mehr auf Nummer sicher gehen und vornehmlich auf Sequels setzen wird. Aber solange die anstehenden Fortsetzungen ‚Cars 2‘ und ‚Die Monster AG 2‘ ähnlich genial ausfallen wie ‚Toy Story 3‘, besteht absolut kein Grund sich zu beschweren.“

„[…] Wie kann es sein, dass ein glubschäugiger Plastikcowboy aus dem Computer auf der Leinwand mehr Charakter entwickelt und weniger künstlich wirkt als echte Hollywood-Stars wie beispielsweise Tom Cruise? Vielleicht denken sie einfach ein bisschen länger nach bei Pixar, vielleicht lassen sie sich auch manchmal noch selbst zu Tränen rühren. Es muss kein Widerspruch sein, mit modernster Tricktechnik Liebeserklärungen an altmodisches Spielzeug zu verfassen.“

„Vielleicht setzt ‚Toy Story 3‘ ein bisschen mehr auf Action und etwas weniger auf Emotionen, aber hey, das ist in Hollywood wohl der Trend. Und die Pixar-Leute haben sich einiges einfallen lassen für eine Drittauflage […].“

## Auszeichnungen
Der Film gewann unter anderem den US-amerikanischen National Board of Review Award als bester Animationsfilm sowie den Golden Globe Award und den British Academy Film Award in dieser Kategorie. Bei der Verleihung der Annie Awards 2011 folgte eine Nominierung in der Kategorie „bester Animationsfilm“, wo sich aber Drachenzähmen leicht gemacht in dieser (sowie neun weiteren) Kategorie(n) durchsetzen konnte.
Toy Story 3 gewann bei der Oscarverleihung 2011 die begehrte Auszeichnung in den Kategorien „bester Animationsfilm“ und „bester Filmsong“ (We Belong Together). Darüber hinaus war er in drei weiteren Kategorien nominiert („bester Film“, „bestes adaptiertes Drehbuch“ und „bester Tonschnitt“).

## Videospiel
Zum Film erschien auch ein Videospiel für Wii, PlayStation 3, Xbox 360, Nintendo DS, Windows PC, Mac und PlayStation Portable. In diesem schlüpft der Spieler in die Rolle von Buzz, Woody oder Jessie oder bei dem PlayStation-3-Spiel erstmals auch in die Rolle des Zurg.